# Жорж Дард
Жорж Дард (фр. Georges Dard, 28 червня 1918, Марсель — 2 травня 2001, Марсель) — французький футболіст, що грав на позиції нападника, зокрема за «Марсель» та національну збірну Франції.

## Клубна кар'єра
У дорослому футболі дебютував 1935 року виступами за команду «Сет», в якій провів один сезон. Згодом провів один сезон в «Марселі», після чого ще на рік повертався до «Сета».
1938 року удруге став гравцем «Марсель», кольори якого захищав протягом наступних десяти років.
Сезон 1948/49 без особливих успіхів відіграв за іспанську «Севілью», після чого знову повернувся до «Марселя», виступами за який і завершив 1954 року професійну футбольну кар'єру.

## Виступи за збірну
1947 року дебютував в офіційних матчах у складі національної збірної Франції. До двох матчів за збірну того року, у кожному з яких забив по одному голу, додав свою третю і останню гру у формі національної команди у 1950.
Помер 2 травня 2001 року на 83-му році життя в рідному Марселі.
| Дата      | Місто  | Господарі | Результат | Гості      | Турнір           | Голи | Примітки |
| --------- | ------ | --------- | --------- | ---------- | ---------------- | ---- | -------- |
| 26-5-1947 | Коломб | Франція   | 4 – 0     | Нідерланди | товариський матч | 1    |          |
| 1-6-1947  | Коломб | Франція   | 4 – 2     | Бельгія    | товариський матч | 1    |          |
| 27-5-1950 | Коломб | Франція   | 0 – 1     | Шотландія  | товариський матч | -    |          |
| Усього    |        | Матчів    | 3         |            | Голів            | 2    |          |

## Титули і досягнення
- Чемпіон Франції (2):

«Марсель»: 1936-37, 1947-48
- Володар Кубка Франції (1):

«Марсель»: 1942-43,